# Mende Nazer
Mende Nazer (* asi 1982, přesné datum narození není známo, Karko, Súdán) je súdánská spisovatelka a aktivistka za lidská práva žijící ve Spojeném království. Osm let byla otrokem v Súdánu a v Londýně. Později se stala spoluautorkou knihy Byla jsem otrokyní (v originále Sklavin), která vyšla v září 2002 v Německu a stala se bestsellerem.

## Dětství
Mende se narodila ve vesnici Karko v pohoří Núba v jižním Súdánu, pochází z černošského núbijského kmene. Prožila idylické dětství v horské vesnici se svými milujícími rodiči, dvěma sestrami a dvěma bratry. V 11 letech musela podstoupit obřízku.

## Únos
Podle vlastního vyprávění když bylo Mende asi 12 let, provládní milice v rámci súdánské občanské války vtrhly do vesnice, zabily mnoho dospělých a unesly asi 100 dětí včetně Mende. Přestože její rodina uprchla před nájezdníky do hor, byla od rodiny oddělena a chycena jedním z arabských otrokářů. Při únosu byla znásilněna a poté prodána do otroctví v Súdánu. Šest let sloužila arabské rodině v Chartúmu, kde byla zbavena veškerých práv, nucena k těžké práci a vystavena fyzickému týrání. Zastávala práci dospělých, jedla zbytky jídla, spala v kůlně na matraci, každou chvíli ji nepřiměřeně trestali. Nevěděla, co se stalo s její rodinou.

## Útěk a žádost o azyl
Po šesti letech zajetí, v roce 2000, rodina poslala Mende k příbuzným do Londýna, kam přicestovala na falešné vízum a kde bez nároku na plat nebo čas na odpočinek pracovala v domácnosti súdánského diplomata Abdela al-Koronkyho, zastupujícího chargé d'affaires na súdánském velvyslanectví. Po třech měsících se jí s pomocí súdánského krajana podařilo uprchnout a požádla v Británii o azyl. Ministerstvo vnitra však její žádost po dvou letech zamítlo a hrozila jí deportace zpět do Súdánu. Vznikla kampaň na její podporu, do níž se zapojili jednotlivci a lidskoprávních organizace, včetně Anti-Slavery International.
V době zamítnutí žádosti o azyl již v Německu vyšla její autobiografie Byla jsem otrokyní, jejímž spoluautorem byl britský novinář a odborník na Súdán Damien Lewis. V listopadu 2002 britské ministerstvo vnitra zamítavé rozhodnutí zrušilo a udělilo jí politický azyl.
V roce 2005 vyšlo anglické vydání její autobiografie. V roce 2010 byl její životní příběh zdramatizován ve filmu stanice Channel Four I Am Slave (tj. „Otrokem“) s Wunmi Mosaku v hlavní roli a v roce 2012 se stal námětem divadelní hry s názvem Slave - A Question of Freedom (tj. „Otrokyně - otázka svobody“), kterou uvedla společnost Feelgood Theatre Productions.

## Život na svobodě
Mende se naučila anglicky a zapojila se do dění v Británii, dál se vzdělává a aktivně bojuje za lidská práva a proti otroctví.
„Teď se cítím svobodná, protože dělám věci, které jsem předtím nedělala... Důvodem, proč jsem se ozvala, je pro mě pomoci osvobodit další otroky - nejen ze Súdánu, ale odkudkoli na světě. Tím, že svůj příběh sdílím, budou si toho lidé více vědomi a budou schopni pomoci ostatním lidem, aby se stali svobodnými.“
V roce 2006 získala britské občanství a přestože je svobodná, velmi trpí odloučením od své africké rodiny. Naplánovala proto velmi riskantní výpravu do Súdánu, aby se mohla po letech setkat se svými blízkými. Ve své druhé knize Slzy ticha (v originále Freedom) popisuje nejen strasti a překážky této výpravy, ale také přibližuje těžký a skromný život lidí na africkém kontinentu.

## Dílo
- NAZER, Mende a Damien LEWIS. Byla jsem otrokyní. Frýdek-Místek: Alpress, 2004. Klokan. ISBN 80-7218-996-4
- NAZER, Mende a Damien LEWIS. Slzy ticha. Frýdek-Místek: Alpress, 2008. Klokan. ISBN 978-80-7362-544-3